# Hrvatski rukometni kup za žene 1992./93.
Hrvatski rukometni kup za žene za sezonu 1992./93. je osvojila Podravka iz Koprivnice.

## Rezultati

### Osmina završnice
Igrano od 10. veljače do 2. ožujka 1993.
| klub1                          | rez.    | klub2              |
| ------------------------------ | ------- | ------------------ |
| Pula - Transimpex              | 19:20   | Modea Tuing Zagreb |
| Čakovec                        | 30:20   | INA Sisak          |
| Zvečevo Požega                 | 15:35   | Lokomotiva Zagreb  |
| Graničar - Jakovina (Đurđevac) | 27:26   | Split              |
| Trešnjevka Zagreb              | 24:21   | Osijek             |
| POdravka Koprivnica            | 31:24   | Zamet Rijeka       |
| Trogir                         | 0:10 bb | Dalma Split        |
| Dalmacija Ploče                | 10:0 bb | Koka Varaždin      |

### Četvrtzavršnica
Igrano 10. ožujka 1993. 
| klub1             | rez.  | klub2                          |
| ----------------- | ----- | ------------------------------ |
| Dalmacija Ploče   | 16:20 | Modea Tuing Zagreb             |
| Trešnjevka Zagreb | 17:29 | Podravka Koprivnica            |
| Čakovec           | 19:20 | Graničar - Jakovina (Đurđevac) |
| Dalma Split       | 16:17 | Lokomotiva Zagreb              |

### Završni turnir
Igran u Zagrebu 20. i 21. ožujka 1993.
| klub1                          | rez.          | klub2               |
| poluzavršnica                  | poluzavršnica | poluzavršnica       |
| ------------------------------ | ------------- | ------------------- |
| Graničar - Jakovina (Đurđevac) | 16:28         | Modea Tuing Zagreb  |
| Podravka Koprivnica            | 34:31         | Lokomotiva Zagreb   |
|                                |               |                     |
| za pobjednika                  |               |                     |
| Modea Tuing Zagreb             | 23:30         | Podravka Koprivnica |

## Poveznice
- 1. A HRL za žene 1992./93.
- 1. B HRL za žene 1992./93.
- 2. HRL za žene 1992./93.